# Rezerwat przyrody Wąwóz Homole
Rezerwat przyrody „Wąwóz Homole” – krajobrazowy rezerwat przyrody obejmujący skalny wąwóz Homole oraz Czajakową Skałę i boczną część dolinki potoku Koniowiec w Małych Pieninach. Założony w 1963 rezerwat ma powierzchnię 58,64 ha i położony jest na obszarze wsi Jaworki w gminie Szczawnica, w powiecie nowotarskim (województwo małopolskie). Znajduje się na gruntach Skarbu Państwa w zarządzie Nadleśnictwa Krościenko (leśnictwo Małe Pieniny). Głównym celem jego powstania była ochrona krajobrazu i cennych osobliwości przyrody nieożywionej i ożywionej. Rezerwat nosi imię Jana Wiktora, jednak nazwa ta nie jest usankcjonowana prawnie.

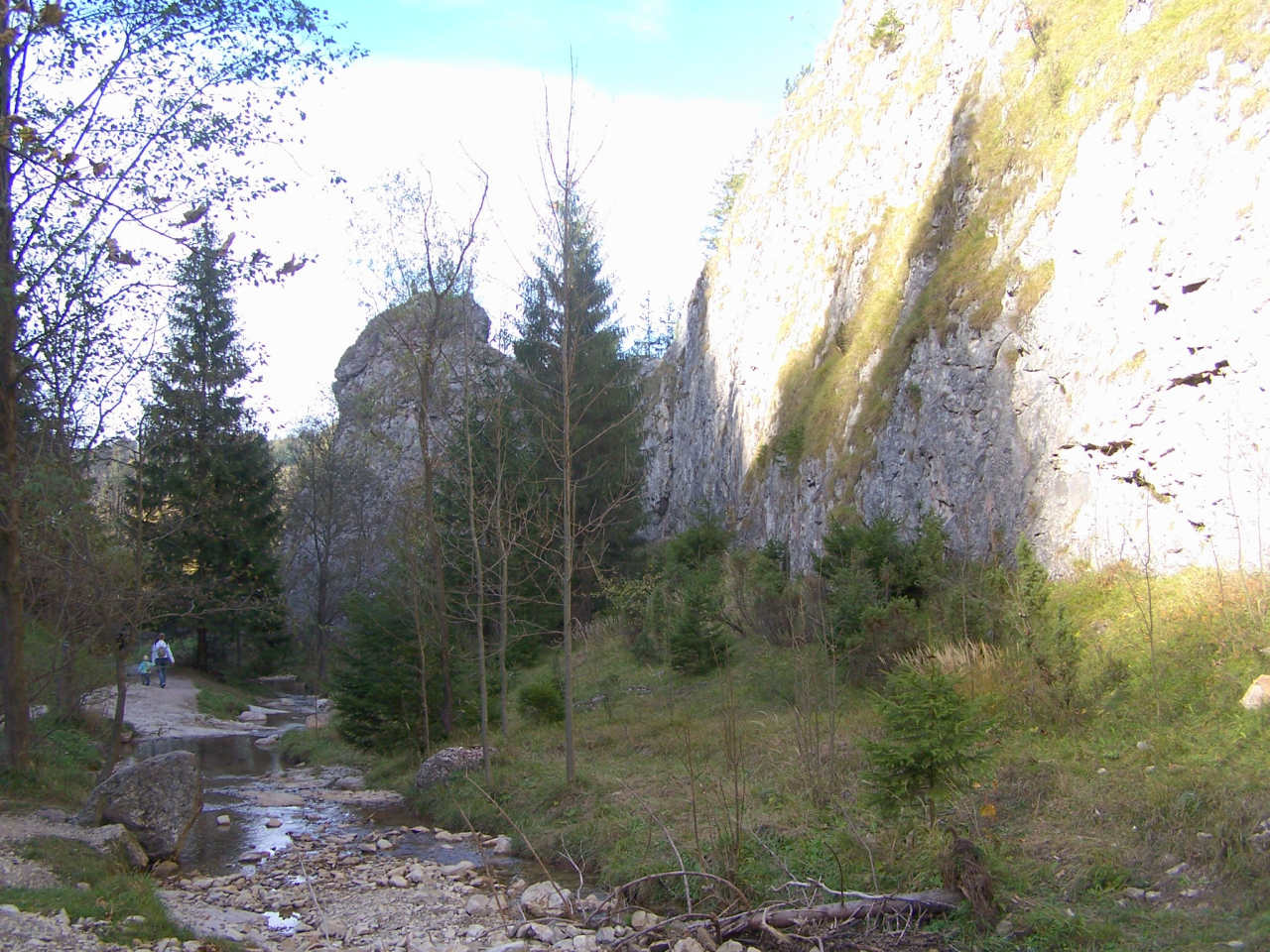
Wąwóz Homole

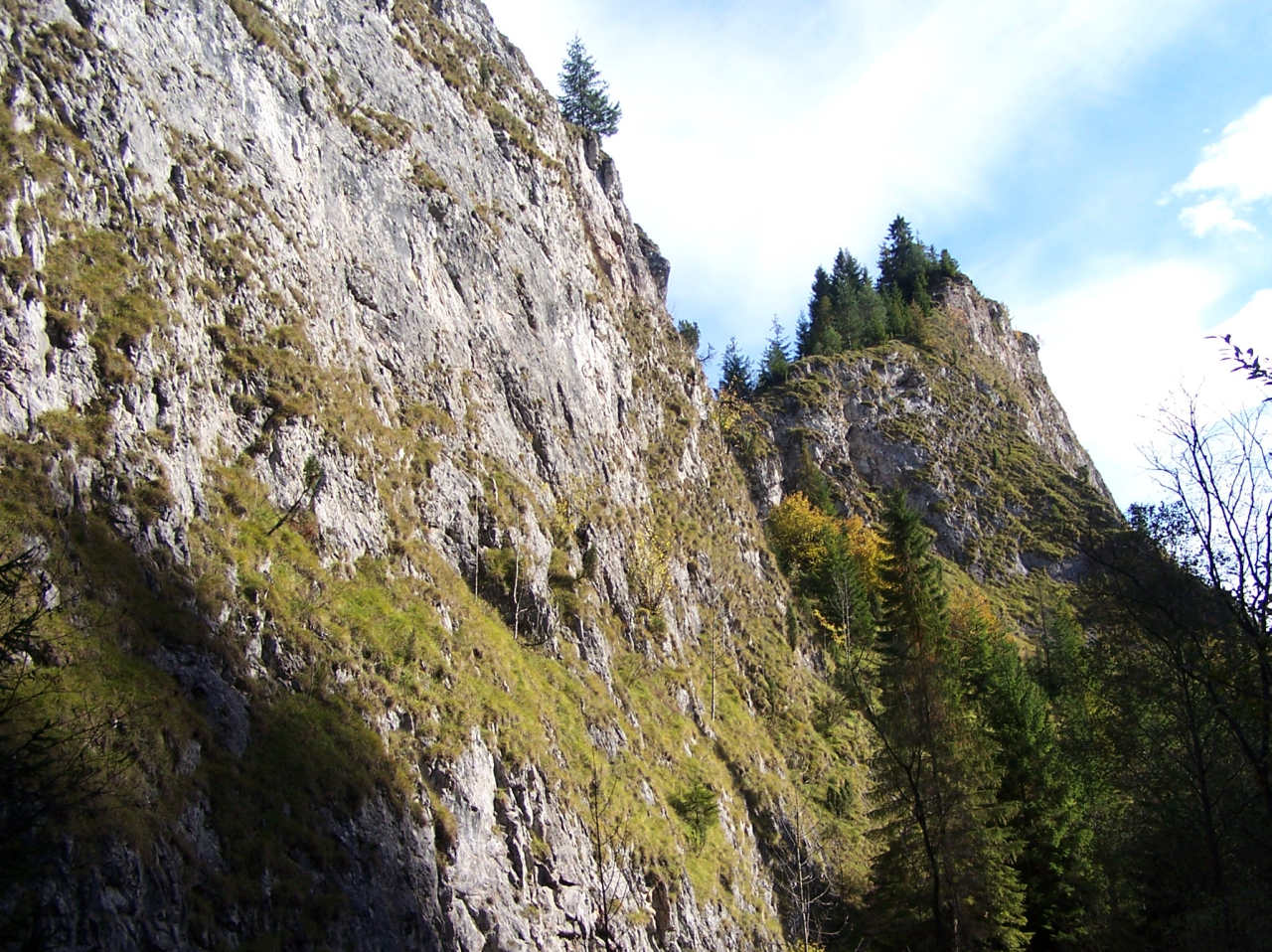
Ściany wąwozu

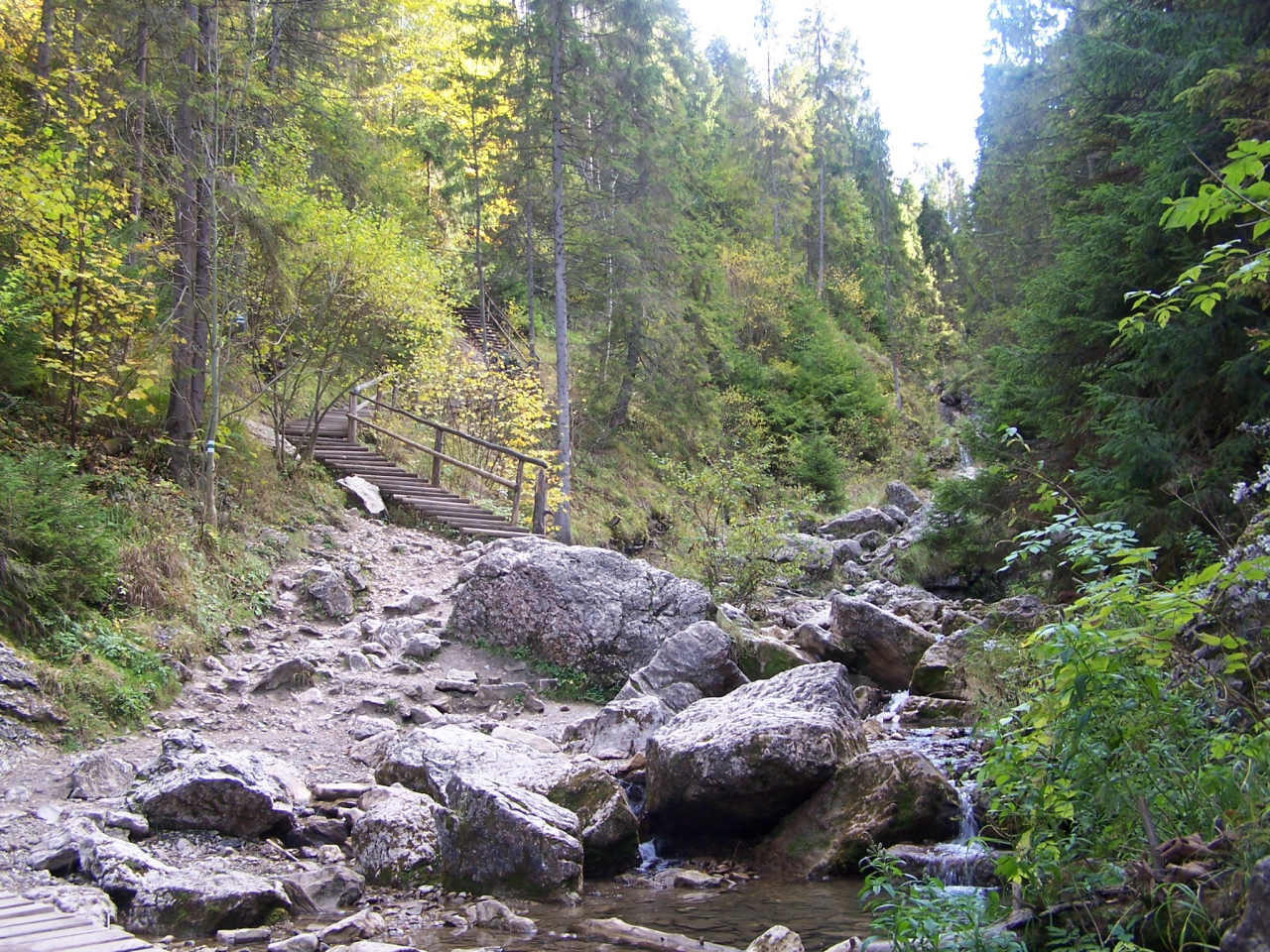
Środkowa część wąwozu

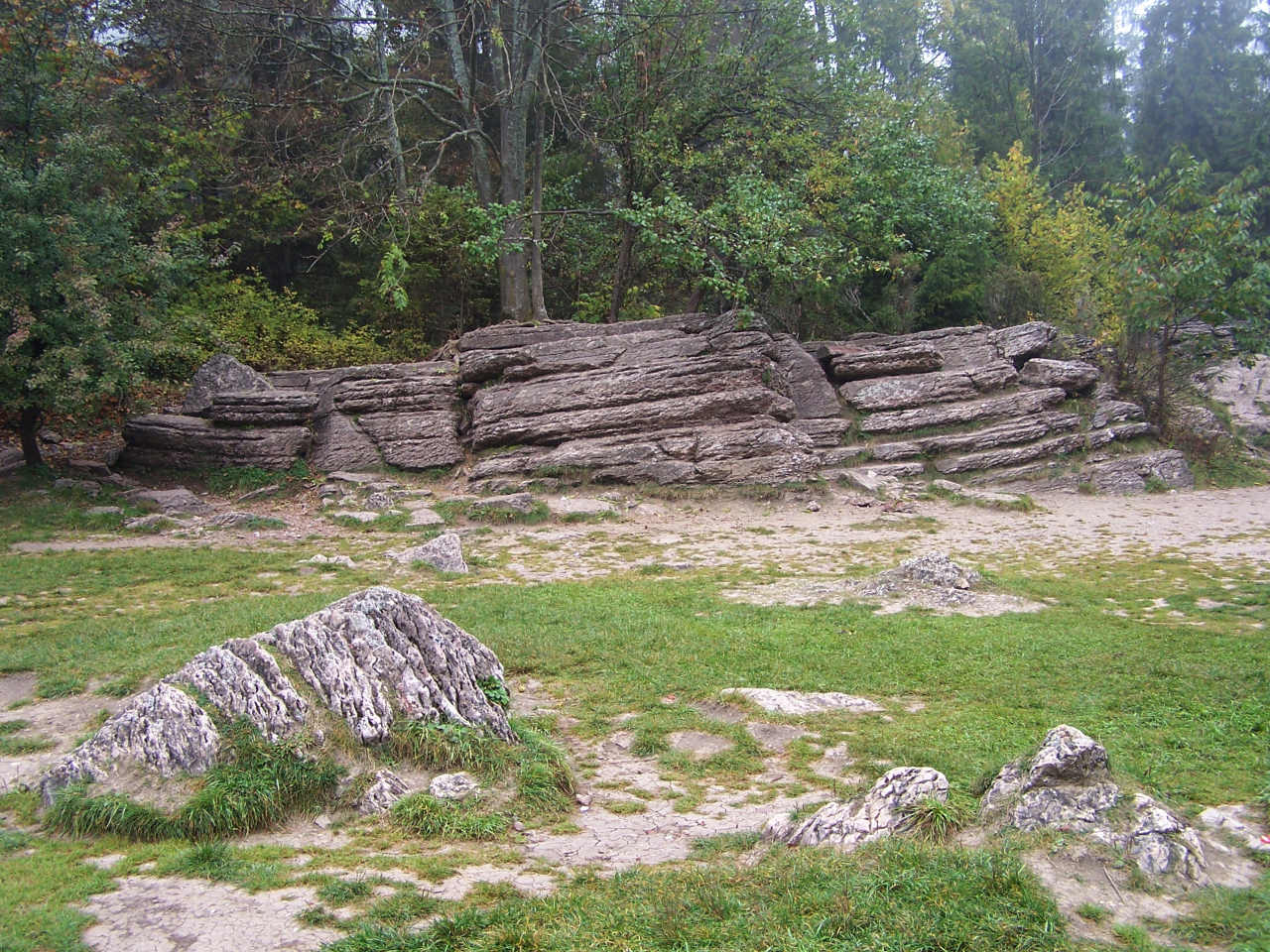
Dubantowska Polana ponad wąwozem

## Geologia i rzeźba terenu
Wąwóz Homole ma długość ok. 800 m i w swej skalnej części tworzy głęboki V-kształtny kanion o bardzo stromych ścianach dochodzących do 120 m wysokości. Początek wąwozu obwarowany malowniczymi skałami, znajduje się przy wjeździe do Jaworek, od strony Szlachtowskiej. Wyżej wąwóz rozszerza się w Polanę Dubantowską. Zbudowany jest z wapieni krynoidowych serii czorsztyńskiej (widoczne są w dolnej części wąwozu) i serii niedzickiej (widoczne w górnej części wąwozu i nasunięte od południa na wapienie serii czorsztyńskiej). Wąwóz powstał w wyniku tektonicznych fałdowań w górnej kredzie. Dużą rolę w jego wyżłobieniu odegrał również płynący nim potok Kamionka. Tworzy on w wąwozie kaskady, a jego koryto zawalone jest wielkimi głazami.

## Flora i fauna
Przed powstaniem rezerwatu teren jego był wypasany i całkowicie bezleśny. Wypasanie na stromych zboczach powodowało silną erozję stoków. Od czasu powstania rezerwatu jego teren uległ zalesieniu – na stromych skałach w świetlistych miejscach jałowcem (Juniperus communis), w pozostałych wielogatunkowym lasem ze świerkiem pospolitym (Picea abies), bukiem pospolitym (Fagus sylvatica), jaworem (Acer pseudoplatanus), jesionem wyniosłym (Fraxinus excelsior), jarzębiną (Sorbus aucuparia) i in. gatunkami. Wśród krzewów występują: bez koralowy (Sambucus racemosa), porzeczka alpejska (Ribes alpinum), wiciokrzew czarny (Lonicera nigra), kruszyna pospolita (Rhamnus frangula), śliwa tarnina (Prunus spinosa).
Niezalesione powierzchnie zajęte są przez trzy zespoły roślinności naskalnej: zespół kostrzewy bladej (Festucetum pallentis), seslerii skalnej (Seslerietum variae) i trzcinnika pstrego (Calamagrostietum variae), w których często występują takie gatunki roślin, jak: ożanka górska (Teucrium montanum), irga czarna (Cotoneaster niger), złocień baldachogroniasty (Tanacetum corymbosum), skalnica gronkowa, przytulia nierównolistna (Galium anisphlyllum) oraz bogata flora mchów i drobne paprocie naskalne.
Występuje tutaj aż 9 gatunków roślin chronionych, m.in.: bluszcz pospolity (Hedera helix), cis pospolity (Taxus baccata), dziewięćsił bezłodygowy (Carlina acaulis), lilia złotogłów (Lillium martagon), rojownika włochatego (Jovibarba hirta), skalnica gronkowa (Saxifraga paniculata). Z ciekawszych gatunków roślin wymienić należy dwulistnika muszego (Ophrys insectifera) (gatunek rzadki), przetacznika krzewinkowego (Veronica frutucans), (relikt glacjalny), smagliczkę skalną (Alyssum saxatile), rozchodnika ostrego (Sedum acre), rozchodnika wielkiego (Sedum maximum) (jest podstawowym gatunkiem, na którym żerują gąsienice niepylaka apollo), skalnicę dwuletnią (Saxifraga adscendens) (roślina rzadka), stokrotnicę górską (Aster bellidiastrumi), urdzika karpackiego (Soldanella carpatica) (endemit zachodniokarpacki). Z rzadkich w Polsce gatunków roślin stwierdzono występowanie dwulistnika muszego, głódka żółtego, lepnicy gajowej i pszonaka pienińskiego.
W wapiennych skałach wąwozu gniazduje pustułka, sokół, puchacz. W wąwozie spotkać też można pluszcza i pliszkę górską. Z płazów występuje salamandra plamista i żaba trawna.

## Szlak turystyczny
– zielony szlak przez Wąwóz Homole, Dubantowską Dolinkę, Za Potok i Polanę pod Wysoką na Wysokie Skałki.